# Xã Monroe, Quận Madison, Indiana
Xã Monroe (tiếng Anh: Monroe Township) là một xã thuộc quận Madison, tiểu bang Indiana, Hoa Kỳ. Năm 2010, dân số của xã này là 8.786 người.